# Ceramica Hagi

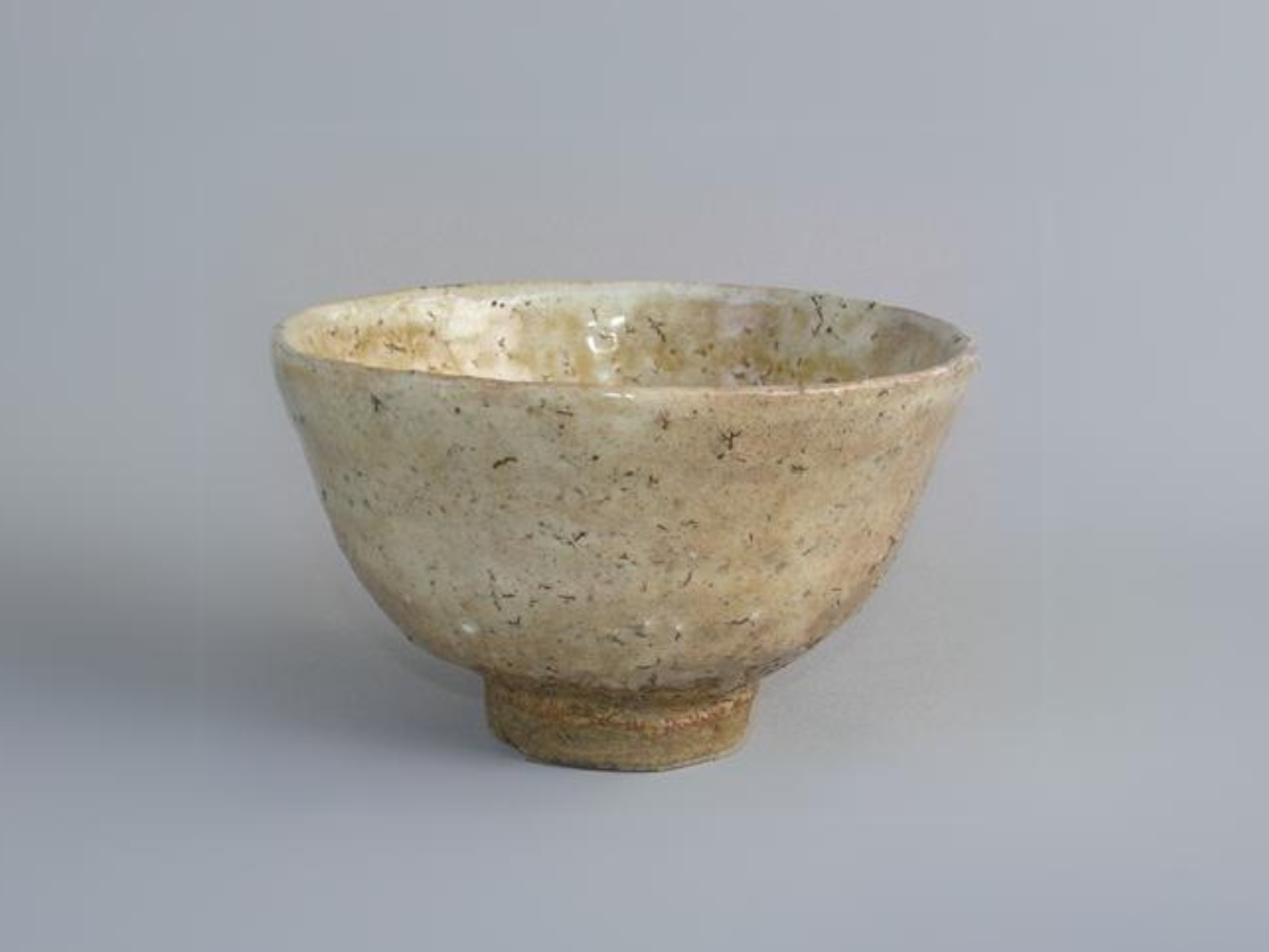
Ciotola da tè in ceramica Hagi (chawan), di Tamamura Shogetsu, XX secolo

La ceramica Hagi (萩焼?, Hagi-yaki)  è un tipo di ceramica giapponese tradizionalmente originaria della città di Hagi, Yamaguchi, nell'ex provincia di Nagato.

## Storia
Le origini della ceramica Hagi possono essere fatte risalire all'arrivo di vasai coreani a Hagi, una città situata nella prefettura di Yamaguchi sul Mar del Giappone, in seguito all'invasione militare della penisola coreana da parte del Giappone alla fine del XVI secolo . Di conseguenza, un gran numero di artigiani coreani furono rapiti e trasportati in Giappone, dove giocarono un ruolo cruciale nella creazione di nuovi tipi di ceramica come Satsuma, Arita e Hagi ("hagi yaki").
Il signore feudale locale dell'area di Hagi all'epoca, Terumoto Mōri, aveva designato un gruppo di vasai nella città castello di Matsumoto (l'attuale città di Hagi) per creare articoli Hagi per le sue cerimonie personali del tè e come regali. I vasai di Matsumoto aumentarono costantemente la loro produzione tanto che durante la metà del XVII secolo furono fondati più forni nel territorio di Fukawa (l'attuale città di Nagato). Tuttavia, a causa della Restaurazione Meiji nel 1868, i ceramisti impiegati da Lord Mori furono licenziati e iniziarono a gestire le proprie attività indipendenti. A poco a poco, furono costruiti altri forni fuori Hagi, diffondendosi nell'area di Miyano della città di Yamaguchi e anche in altre parti della regione sud-occidentale della prefettura di Yamaguchi. Pertanto, la produzione di ceramiche Hagi continuò per tutta l'era Edo.
La tradizione delle cerimonie del tè e delle case da tè continua ancora oggi ad Hagi, creando una continua richiesta di suppellettili. Alcuni famosi artisti della cerimonia del tè includono Koraizaemon Saka XI e Koraizaemon Saka XII (高麗左衛門), Sakata Deika XIII (坂田泥華), Tobei Tahara XII (田原陶兵衛) e Yū Okada (岡田裕). Un altro esperto è Miwako Masaki. Un artista non giapponese è Bertil Persson, di nazionalità svedese.

## Caratteristiche

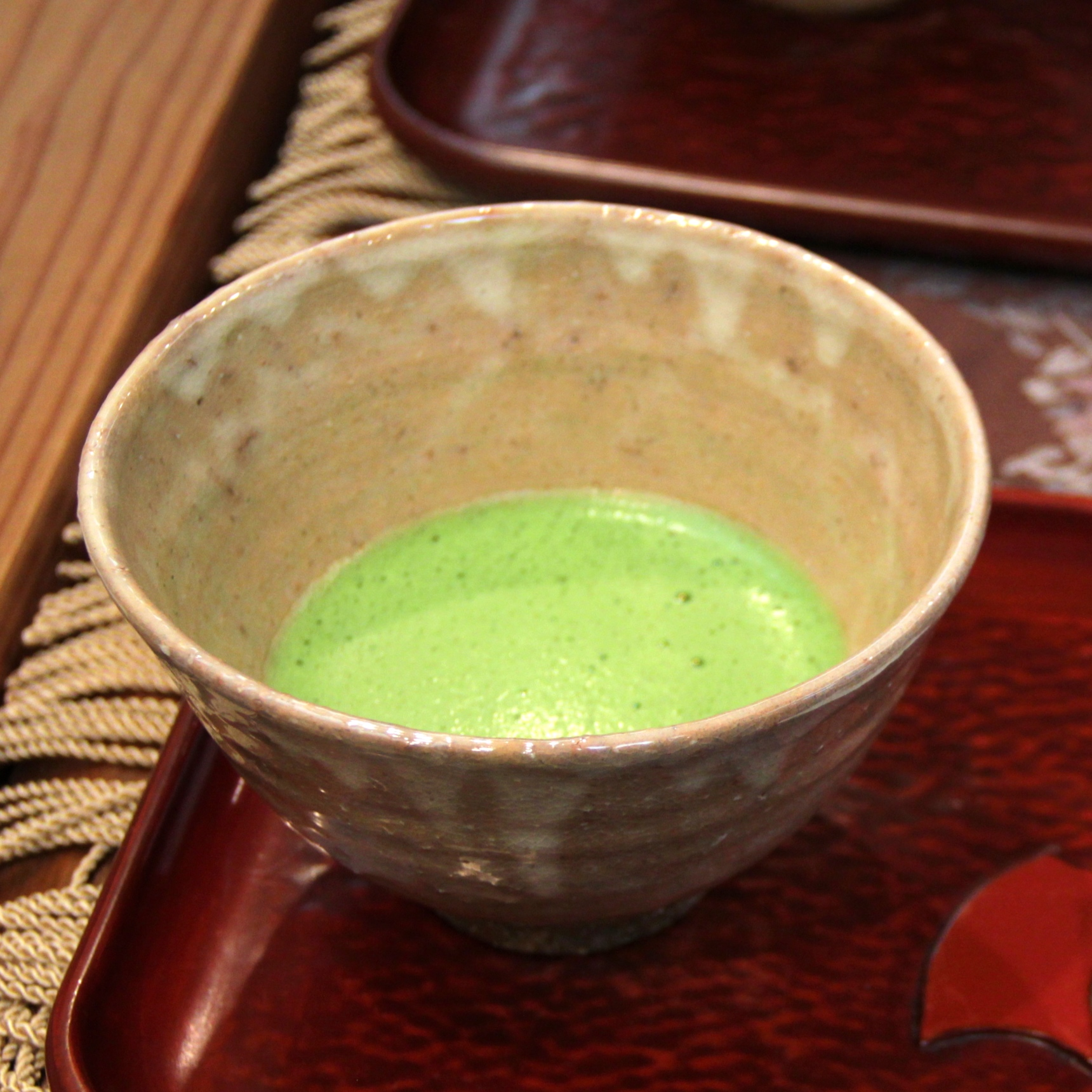
Chawan in ceramica Hagi contenente tè verde matcha, di Yū Okada (2011)

La forma sottile e i colori naturali e tenui degli articoli Hagi sono molto apprezzati. In particolare, il bellissimo contrasto tra il colore verde brillante del matcha e i caldi toni neutri degli articoli Hagi è esteticamente notevole. Per quanto riguarda il vasellame per il tè, c'è una famosa espressione in giapponese che dice:  "Prima Raku, seconda Hagi e terza Karatsu ". Questo vecchio proverbio indica il rango delle suppellettili preferiti per le cerimonie del tè: quelle con caratteristiche visive e percettive che le legano alla terra sono le più apprezzate.
Come materiale di base vengono utilizzati due tipi di argilla morbida a grana fine. La terra viene prima mescolata con acqua, quindi filtrata. Durante la lavorazione spesso vengono aggiunti trucioli di legno, facendo sì che le parti meno dense si sollevino mentre quelle più pesanti scendano sul fondo. Questo processo di preparazione viene ripetuto per due settimane finché l'acqua non viene completamente filtrata senza lasciare residui e dal fondo della vasca si ottiene l'argilla pura e fine. Il colore da rossastro ad arancione dell'argilla è importante poiché determinerà la consistenza e il colore della superficie dell'Hagi.
La bellezza della ceramica Hagi è apprezzata non solo per i suoi colori terrosi ma anche per lo smalto . Lo smalto beige traslucido serve a far risaltare i colori naturali e profondi dell'argilla. Dopo essere stato riscaldato nel forno, lo smalto crea la sua caratteristica rete fine di crepe e pori fini, nota come kan-nyuu (貫入) o screpolatura, durante il raffreddamento. Durante il processo di riscaldamento e raffreddamento si formano delle crepe perché lo smalto si restringe più velocemente dell'argilla. Nel corso del tempo, un utilizzatore di articoli Hagi potrebbe notare che il colore dello smalto diventa più scuro. Questo è naturale poiché la superficie leggermente porosa assorbe i residui di tè o sakè attraverso i suoi minuscoli crepitii, maturando nel tempo.
Si potrebbe anche notare una scheggiatura sul fondo, realizzata deliberatamente dai ceramisti locali per vendere gli articoli ai mercanti invece di presentarli come doni al clan Mōri durante il periodo Edo. Ancora oggi, gli articoli Hagi continuano ad evolversi in risposta alle richieste dei clienti, alle preferenze estetiche degli artisti Hagi e all'ambiente.

### Hagi bianco

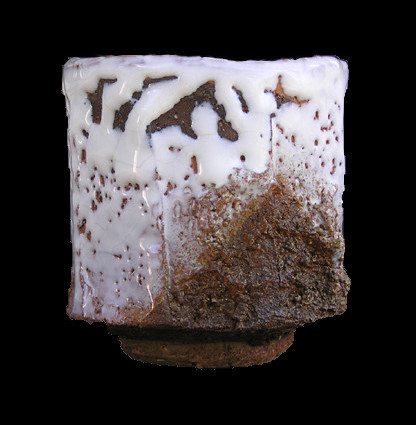
Ciotola oni (demone) Hagi, di Shibuya Deishi, XX secolo

L'Hagi bianco è stato sviluppato dalla famiglia Miwa, una delle famiglie di vasi più apprezzate di tutto il Giappone. La loro fornace fu fondata a Kanbun 3 (1663) nella zona Matsumoto di Hagi per produrre utensili da tè per il signore Mori Terumoto. Le generazioni successive di ceramisti Miwa hanno prodotto, oltre al vasellame per il tè, ogni tipo di oggetti, tra cui ceramiche Raku (Kyusetsu I e IV studiarono a Kyoto), figurine di creature mitiche (Kyusetsu VI e VII) e suppellettili per la tavola.
Negli anni '30, Miwa Kyuwa (Kyusetsu X) rivitalizzò il mondo del tè Hagi con le sue tazze da te' (chawan) calde e sensuali, e altri utensili da tè. Modificò la vecchia ricetta della ceramica alterando il modo in cui la paglia veniva bruciata e mescolandola alla soluzione di smalto per creare alla fine una tonalità di bianco più pura. Più tardi, suo fratello minore Miwa Jusetsu (Kyusetsu XI) aggiunse potere e forza con il suo chawan Oni-Hagi (demone-Hagi). I fratelli furono nominati tesori nazionali viventi dal governo giapponese per le loro ceramiche Hagi rispettivamente nel 1970 e nel 1983. Il figlio maggiore di Jusetsu, Ryosaku, ha assunto il titolo di Kyusetsu XII dopo che il padre glielo trasferì nell'aprile 2003
La miscela per lo smalto nero contiene alti livelli di ferro ed esalta il contrasto con lo smalto bianco, mentre la miscela per lo smalto bianco contiene feldspato e cenere di legno . Inizialmente è nera e ha una viscosità molto alta, particolarmente evidente nel modo in cui scorre lungo il vaso. In genere, il vasaio immerge il vaso nella vasca con lo smalto per il bianco e, nell'estrarlo, lo inclinal in modo che lo smalto sgoccioli lentamente in una direzione desiderata, con l'obiettivo di aggiungere in questo modo dimensione e movimento al pezzo, ad esempio esprimendo il passare del tempo attraverso il movimento solidificato della goccia. Il carbonio nello smalto evapora poi durante la cottura e si trasforma in un bianco traslucido, con lo smalto ad alto contenuto di ferro in nero che emerge dallo sfondo, creando un forte contrasto tra loro.